# Гуменне (місто)

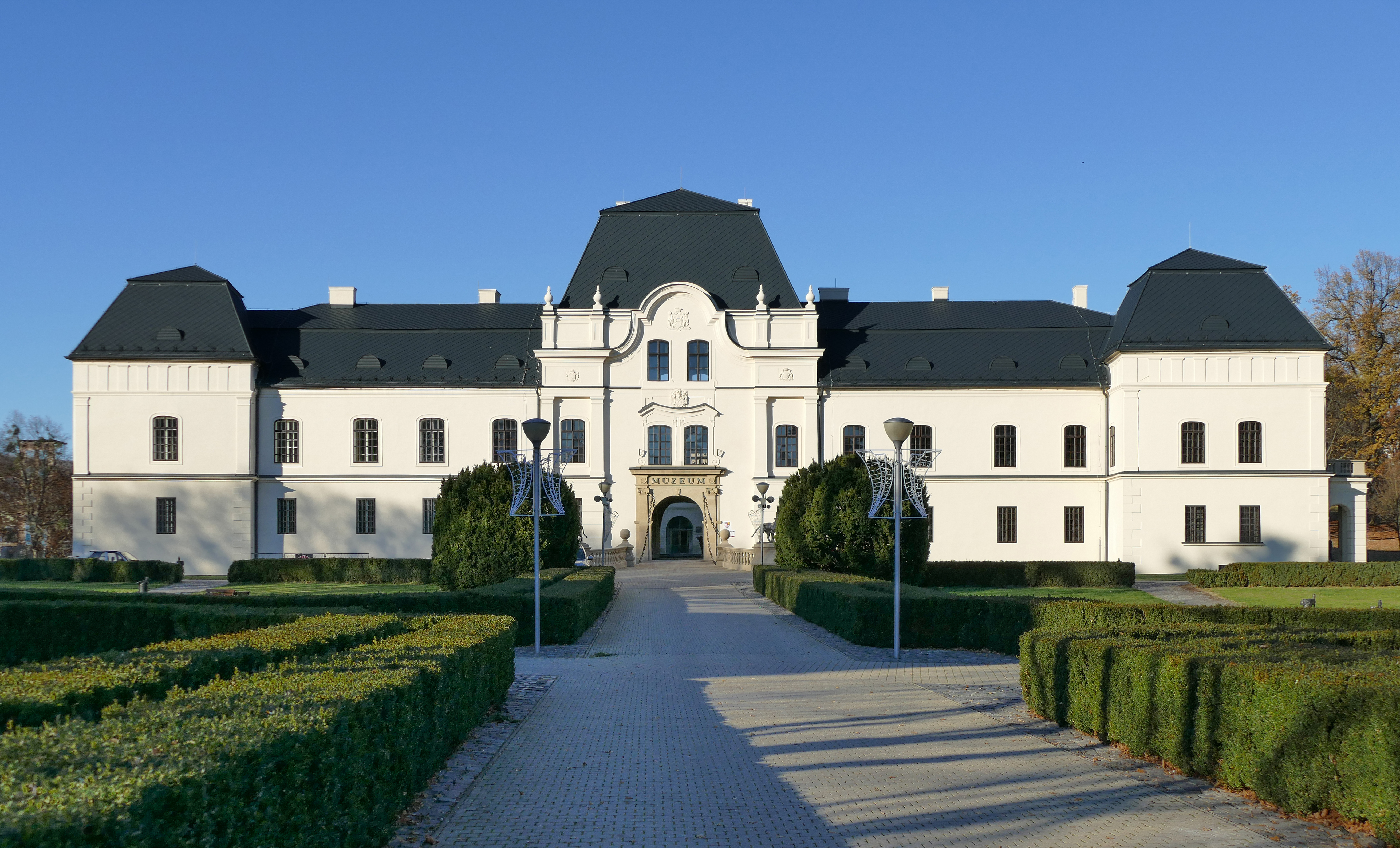
Ренесанційний замок в Гуменному

Гуменне́ (словац. Humenné) — місто в Словаччині, Гуменському окрузі Пряшівського краю. Розташоване в східній частині Словаччини, у долині р. Лаборець. Гуменне — адміністративний центр Гуменського округу.

## Історія
Вперше згадується у 1317 році.
26 листопада 1944 місто визволене від гітлерівських сил 4-м Українським фронтом.

## Походження назви
Припускають, що назва міста походить від слова «ігумен», у місцевій українській вимові — ігумен, гумен, Гуменне. Колись у Гуменному був православний монастир.

## Культура
- ренесансний замок з 1449 р. в якому зараз працює Вігорлатський музей, з 1989 складовою частиною музею є Галерея Ореста Дубая
- скансен з дерев'яною церквою св. Архангела Михаїла з 1764 р. із села Нова Седлиця
- Галерея міста Гуменне
- статуя вояка Швейка на залізничному вокзалі, головного персонажа роману Ярослава Гашека «Пригоди бравого вояка Швейка»

### Храми
У місті є римо-католицький готичний костел з 14 століття, греко-католицька церква Успіння Пресвятої Богородиці з 1767 року в стилі бароко-класицизму, римо-католицький костел на Кальварії з 1891 року, православна церква Кирила і Мефодія з 20 століття. У частині міста «Під Соколейом» є греко-католицька церква святих Петра і Павла з 21 століття та римо-католицький костел з 21 століття. У частині міста «Дубник» є греко-католицька церква зіслання Святого Духа з 20 століття. У частині міста «Житловий квартал ІІІ» (словац. Sídlisko III.) є римо-католицький костел з 20 століття.

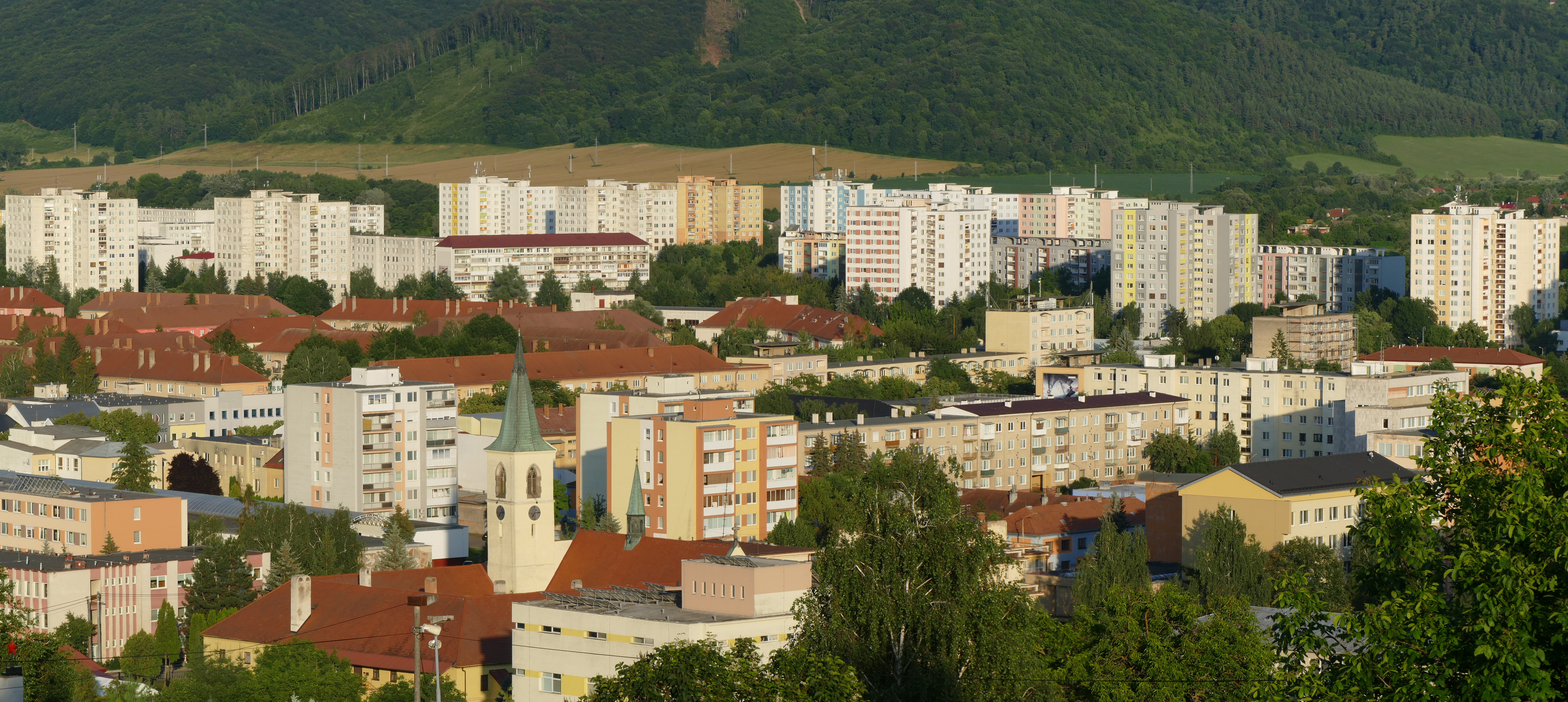
Панорама міста

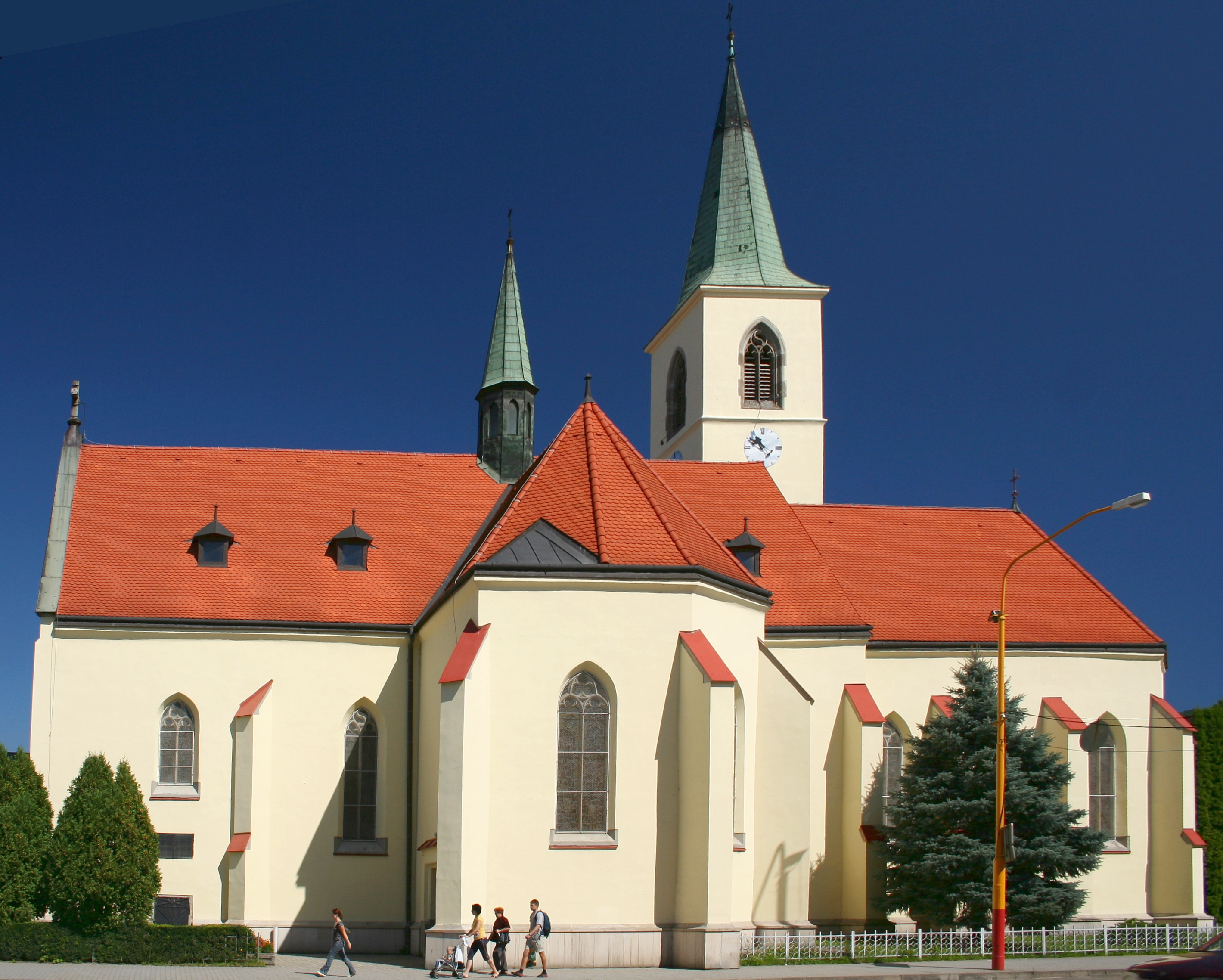
Римо-католицький готичний костел в Гуменному

## Економіка
У місті знаходиться м'ясокомбінат «Меком» (словац. Mecom), промисловий парк фірми Хемес, у якому знаходиться недавно ліквідований колись великий хімічний завод Хемлон.

## Освіта
У Гуменному працює 11 дитсадків, 9 початкових шкіл, у тому числі Основна (Початкова) школа інтернат з навчальною мовою українською, 10 середніх шкіл, у тому числі 2 гімназії.

## Населення
| Рік:            | 1993   | 2003    | 2013    | 2023     |
| --------------- | ------ | ------- | ------- | -------- |
| Кількість осіб: | 35 842 | 35 043  | 34 455  | 30 006   |
| Різниця:        |        | -2,22 % | -1,67 % | -12,91 % |

| Рік:            | 2022   | 2023    |
| --------------- | ------ | ------- |
| Кількість осіб: | 30 450 | 30 006  |
| Різниця:        |        | -1,45 % |

У місті проживає 34 896 чол.
Національний склад населення (за даними останнього перепису населення — 2011 року):
- словаки — 79,9 %
- русини — 6,46 %
- цигани (роми) — 2,33 %
- українці — 1,16 %
- чехи — 0,49 %
- угорці — 0,20 %
- поляки — 0,07 %

Склад населення за приналежністю до релігії станом на 2001 рік:
- римо-католики — 57,91 %,
- греко-католики — 23,00 %,
- православні — 5,91 %,
- протестанти (еванєлики) — 0,98 %,
- гусити — 0,02 %,
- не вважають себе віруючими або не належать до жодної вищезгаданої церкви — 10,77 %

У цьому словацькому місті проживає близько 4.9 тис. українців станом на 2001 рік, це найвищий показник у Словаччині.

## Відомі особистості
В поселенні народився:
- Йозеф Жарнай (* 1944) — словацький письменник-фантаст.
- Іштван Томан (1862—1940) — угорський піаніст-віртуоз, педагог.